# Euphrasia hachijoensis
Euphrasia hachijoensis là loài thực vật có hoa thuộc họ Cỏ chổi. Loài này được Nakai mô tả khoa học đầu tiên.